# Samir Handanovič
Samir Handanovič (Liubliana, 14 de julho de 1984) é um ex-futebolista esloveno que atuou como goleiro. Atualmente é treinador do time sub-17 da Internazionale de Milão.
Antes de começar sua carreira na Itália, Handanovič iniciou-a em seu país natal. Foi em 2004 que o goleiro foi contratado pela Udinese. Depois de ser emprestado por Treviso, Lazio e Rimini, Handanovič se fixou como o goleiro titular da Udinese, se tornando uma peça-chave para o clube.
Em 2012, ele foi contratado pela Internazionale, para ser titular no lugar de Júlio César. Ficou na equipe por 11 anos.
Considerado um dos melhores goleiros que já jogaram na Inter, é o 10º jogador que mais atuou pelos Nerazzurri, com 455 partidas.
Handanovič jogou por 12 anos na seleção eslovena, e participou da equipe na Copa do Mundo de 2010.
Ele é considerado um dos melhores goleiros de sua geração, e é um dos quatro únicos goleiros não italianos a ser nomeado Goleiro do Ano da Serie A, ganhando a honra três vezes. Um especialista em defesa de pênaltis, durante a temporada 2010-11 da Série A, ele defendeu um total de seis pênaltis, igualando um recorde histórico da liga estabelecido na temporada 1948-49. Durante a temporada 2019-20, ele igualou o recorde de Gianluca Pagliuca de mais pênaltis defendidos na Série A com sua 24ª defesa. Ele quebrou o recorde na temporada seguinte em 17 de outubro de 2020.

## Carreira

### NK Domžale
Handanovič começou sua carreira profissional no Domžale, de seu país natal, Eslovênia. Sua primeira partida profissional aconteceu em 24 de Abril de 2004, no empate de 1-1 contra o NK Smartno.[carece de fontes?]
Ele chegou a ser emprestado ao NK Zagorje, onde fez 11 partidas.[carece de fontes?]

### Udinese
Em 2004, Handanovič foi contratado à Udinese por 40 mil euros.
Sua estreia pela equipe de Údine aconteceu em 20 de dezembro de 2004, na vitória sofrida de 5-4 contra o Lecce pela Copa da Itália. Ele foi expulso aos 91 minutos após cometer uma falta em Mirko Vučinić, que originou em pênalti para o Lecce. O atacante David Di Michele entrou no lugar dele pois a Udinese utilizou suas três substituições. Vučinić não conseguiu marcar de pênalti e livrou Handanovič de ser o culpado do possível empate.
Sua estreia na Serie A TIM aconteceu em 15 de Maio de 2005, no empate de 1-1 da Udinese contra a Sampdoria.

#### Treviso e Lazio
Handanovič foi emprestado ao Treviso em 2005, mas em Janeiro de 2006, Matteo Sereni foi contratado ao clube e foi trocado para a Lazio.
Mesmo assim, na Lazio não conseguiu fazer muitas partidas, só teve uma aparição pela equipe, na última rodada da Serie A TIM de 2005-06, segurando a vitória da Lazio de 1-0 contra o Parma em casa.

#### Rimini
Em julho de 2006, Handanovič foi emprestado ao Rimini, com um preço pré-definido de 1,2 milhões de euros. Graças também às suas defesas, o Rimini permaneceu invicto em ambos os jogos do campeonato disputados contra a Juventus, que estava na Serie B por causa do escândalo Calciopoli. O clube terminou em 5º na Serie B e sofreu o quarto menor número de gols na liga. Handanovič foi considerado o segundo melhor goleiro daquela temporada da Serie B, depois de Gianluigi Buffon.

#### Retorno à Udinese

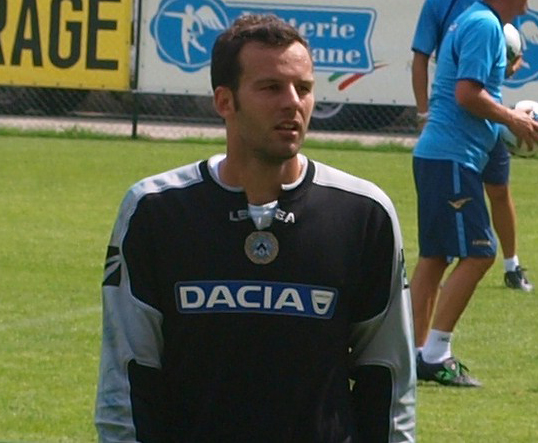
Handanovič pela Udinese em 2011

Handanovič retornou à Udinese no verão de 2007, depois que a Udinese retirou a contra-opção de rejeitar a compra, onde substituiu Morgan De Sanctis e assinou um novo e melhorado contrato com duração até 30 de junho de 2012.
Suas perfomances no gol fizeram com que ele fosse nomeado para o Time do Ano da Serie A de 2010-11.
Handanovič terminou sua passagem na Udinese com 212 partidas e 71 clean sheets,[carece de fontes?] se tornando um dos maiores ídolos da história da equipe.

### Inter de Milão
Em 4 de julho de 2012, Gino Pozzo, filho do proprietário da Udinese, Giampaolo Pozzo, confirmou que um acordo havia sido alcançado para Handanovič se juntar à Inter de Milão, com a Inter pagando €11 milhões mais Davide Faraoni por seus serviços; a transferência foi oficializada pela Inter cinco dias depois. Handanovič foi contratado para substituir o goleiro Júlio César para assumir como goleiro titular. Ele assinou um contrato no valor de €2 milhões por temporada, mais bônus.
Ele fez sua estreia no clube em 2 de agosto de 2012, em uma vitória por 3-0 sobre o Hajduk Split na terceira rodada de qualificação da UEFA Europa League de 2012–13. Mesmo com a derrota de 2-0 na partida de volta, a Inter passou no agregado de 3-2.
Em 2012, Handanovič foi incluído pela primeira vez no top dez dos goleiros do mundo da IFFHS, ficando em oitavo lugar.[carece de fontes?]
Handanovič manteve os rivais da cidade, o AC Milan, sob controle em sua primeira aparição no Derby della Madonnina em 7 de outubro, vencido por 1-0 pela Inter. Ele fez sua 200ª aparição na Serie A na vitória da Inter por 2-1 em casa sobre o Napoli. A Inter empatou por 1-1 no segundo encontro do clássico em 25 de fevereiro de 2013, mas Handanovič foi notado por realizar várias defesas contra o atacante do Milan, Mario Balotelli.

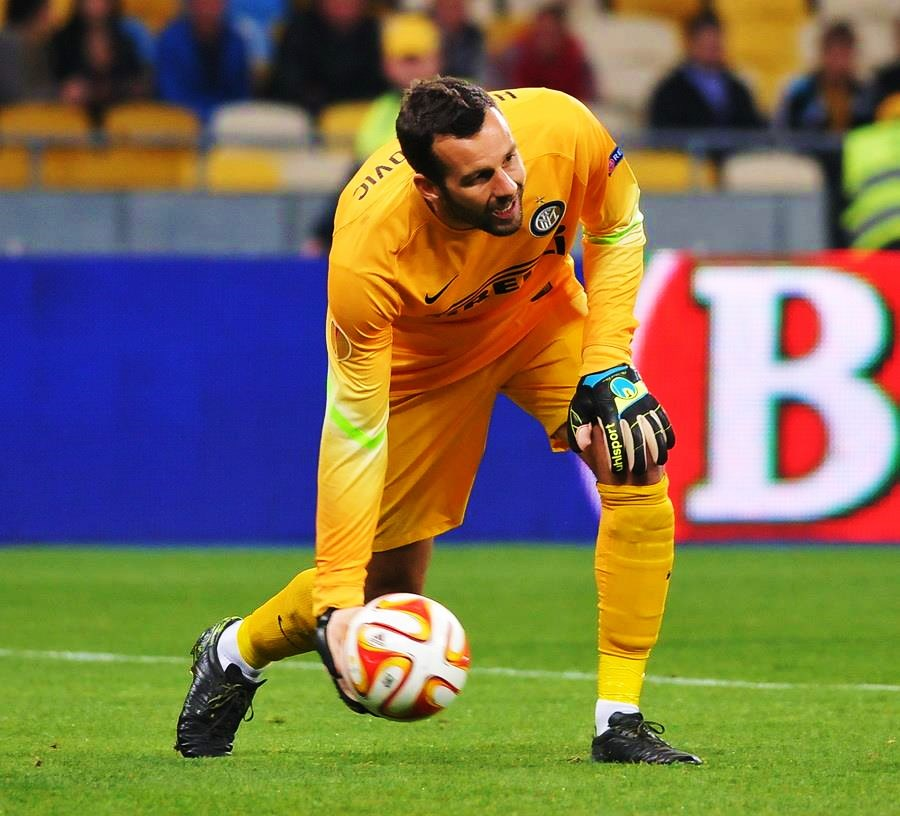
Handanovič atuando pela Inter na UEFA Europa League em 2014

Em 19 de junho de 2013, a Inter adquiriu Handanović e vendeu Faraoni para a Udinese por valores não revelados.
Durante a temporada 2013-14, a Inter retornou às competições europeias após uma ausência de um ano, terminando em quinto lugar na liga com 60 pontos. Ele jogou como titular na última partida competitiva de Javier Zanetti em San Siro, na qual a Inter derrotou a Lazio por 4-1 para garantir uma vaga nos play-offs da Liga Europa para a próxima temporada. Handanovič conseguiu 14 jogos sem sofrer gols em 36 aparições durante a temporada da Serie A e sofreu 32 gols.

#### 2020-23 Primeiros títulos e aposentadoria
Em 17 de outubro de 2020, Handanovič ultrapassou o recorde de Pagliuca com sua 25ª defesa de pênalti na Serie A, quando defendeu um pênalti de Zlatan Ibrahimović, que marcou no rebote na derrota por 2-1 contra o rival Milan. Ele fez sua 500ª aparição na Serie A em 14 de fevereiro de 2021, em uma vitória em casa por 3-1 sobre a Lazio, que permitiu à Inter subir ao topo da tabela da liga; ele se tornou apenas o 15º jogador a atingir esse marco. Em 2 de maio, o clube conquistou o título pela primeira vez desde 2010, o primeiro troféu de sua carreira. Em 23 de maio, na última partida da temporada da Inter contra a Udinese, ele fez sua 329ª aparição na Série A pelo clube, ultrapassando Walter Zenga como o goleiro com mais aparições na primeira divisão italiana pela Inter.
Em 21 de setembro de 2021, Handanovič fez duas defesas decisivas no primeiro tempo na partida fora de casa contra a Fiorentina, com a Inter vencendo por 3-1 após sofrer inicialmente; esta foi a 1.500ª vitória na Série A para os nerazzurri. Mais tarde, ele fez sua 400ª aparição pelo clube em todas as competições em uma vitória em casa por 3-1 sobre o Sheriff Tiraspol na fase de grupos da Liga dos Campeões, tornando-se o único goleiro a fazer esse feito. Em 12 de janeiro de 2022, Handanovič conquistou seu segundo troféu da carreira, a Supercopa Italiana, quando a Inter derrotou a Juventus por 2-1 em San Siro, graças a um gol da vitória de Alexis Sánchez aos 120 minutos.
Handanovič começou sua décima primeira temporada no Inter de Milão como titular, no entanto, recebeu críticas por suas atuações. Mais tarde, ao longo da temporada, ele perdeu seu lugar na escalação titular em favor do recém-adquirido André Onana. Em 23 de abril de 2023, em uma vitória por 3-0 fora de casa sobre o Empoli, Handanović fez sua 563ª aparição na Série A, empatando com Pietro Vierchowod como o sétimo jogador mais convocado na competição.
Sua última partida pela Inter aconteceu em 3 de Junho de 2023, na vitória de 1-0 sobre o Torino.
A Inter anunciou a saída de Handanovič em 12 de julho de 2023, após seu contrato não ter sido estendido. Ele jogou um total de 455 partidas pelos nerazzurri. Handanovič posteriormente se aposentou do futebol profissional em setembro de 2023.

## Seleção Eslovena
Handanovič estreou pela Eslovênia em 17 de novembro de 2004 em uma partida amistosa contra a Eslováquia, que terminou em um empate sem gols. Ele foi um membro regular da equipe durante a campanha de qualificação para a Copa do Mundo FIFA de 2006, sendo usado principalmente como reserva do veterano Borut Mavrič.
Em 26 de maio de 2008, Handanovič foi capitão da Eslovênia pela primeira vez em sua 23ª convocação durante o amistoso contra a Suécia, que venceu o jogo em Gamla Ullevi graças a um gol de Tobias Linderoth.
Em junho de 2010, Handanovič foi convocado na lista final da Eslovênia de 23 jogadores para representar o país na Copa do Mundo FIFA de 2010. A Eslovênia foi eliminada do torneio após terminar em terceiro em seu grupo com quatro pontos, atrás dos Estados Unidos e da Inglaterra, após uma derrota por 1–0 para esta última em sua partida final no Estádio Nelson Mandela Bay em 23 de junho.
Em 18 de novembro de 2015, Handanović anunciou sua aposentadoria da seleção nacional depois que a Eslovênia não conseguiu se classificar para a Eurocopa de 2016, sendo eliminada com uma derrota agregada de 3-1 para a Ucrânia nos play-offs. Ele encerrou sua carreira internacional de onze anos com 81 partidas pela Eslovênia, sendo o goleiro mais convocado e um dos jogadores mais convocados de todos os tempos; sua posição inicial foi assumida por Jan Oblak.

## Vida pessoal
Handanović possui origem Bosníaca. Seus pais são oriundas da cidade bósnia Sanski Most. É primo do também goleiro Jasmin Handanovič.

## Títulos
Internazionale
- Campeonato Italiano: 2020–21[carece de fontes?]
- Copa da Itália: 2021–22, 2022–23[carece de fontes?]
- Supercopa da Itália: 2021, 2022[carece de fontes?]